# Einarr Skúlason
Einarr Skúlason fue un sacerdote y escaldo de Islandia. Einarr era el más prolífico poeta nórdico del siglo XII, era uno de los que proclamaban ser descendendientes de Egill Skallagrímsson, del aett Myrmannaætta. Pasó la mayor parte de su vida en Noruega, al servicio de los reyes Sigurd el Cruzado, Harald Gille y los hijos de este último, sobre todo Eysteinn Haraldsson, de quien llegó a ser stallari (mariscal del rey). Tras la muerte de Eysteinn (1157) compuso el poema Elfarvísur para Gregorius Dagsson, dedicado a su victoria sobre Haakon Herdebrei en Göta älv. 
El drápur más conocido de Einarr es Geisli (Rayo de Luz), dedicado a Olaf II el Santo. Este drápa se recitó en la Iglesia de Cristo en Nidaros en presencia de los reyes noruegos del momento, Eysteinn, Sigurðr e Inge I de Noruega, junto al primer arzobispo noruego, Jón Birgerson. El poema se compuso en métrica dróttkvætt y se considera el poema más antiguo de contenido cristiano.
La poesía se Einarr se conserva en Heimskringla, Flateyjarbók, Morkinskinna, Fagrskinna y Skáldskaparmál.